# Schtroumpf coquet
 (avril 2021).
Si vous disposez d'ouvrages ou d'articles de référence ou si vous connaissez des sites web de qualité traitant du thème abordé ici, merci de compléter l'article en donnant les références utiles à sa vérifiabilité et en les liant à la section « Notes et références ».
Le Schtroumpf coquet est un personnage de fiction de la bande dessinée Les Schtroumpfs. Il a été créé par le dessinateur belge Peyo puis transformé par Thierry Culliford en 1962. C'est l'un des rares Schtroumpfs reconnaissables immédiatement, car il porte une fleur au chapeau.

## Caractéristiques
Personnage narcissique, efféminé, et continuellement obsédé par son apparence, le Schtroumpf coquet passe une bonne partie de son temps à admirer son reflet, notamment dans le miroir qu'il transporte avec lui. Il arbore une fleur à son bonnet.
Ce tempérament est régulièrement moqué par les autres Schtroumpfs qui lui jouent parfois des tours. Par exemple, dans l'album La Menace Schtroumpf, le Schtroumpf farceur lui prête un nouveau miroir dans lequel son image sera affreusement grossie, et le Schtroumpf coquet s'en retournera tout triste de se croire ainsi « vilain ».
Au fil des albums, il se montre également amateur d'art fleuri et coloré : il fabrique un épouvantail très élégant (L'Apprenti Schtroumpf), peint des bouquets de fleurs, etc.
Il est également proche de la Schtroumpfette et est souvent vue à ses côtés (par exemple dans Schtroumpf les Bains, la Grande Schtroumpfette, les Schtroumpfs et le livre qui dit tout), probablement car ils partagent tous les deux des goûts pour l'élégance. Dans Les Schtroumpfs et la tempête blanche, il loge même chez elle, sur son canapé, lors d'une tempête de neige.

### Sa fleur
Elle apparaît pour la première fois dans l'album La Schtroumpfette. Dans les premiers albums, la fleur du Schtroumpf coquet est à cinq pétales roses avec un cœur jaune. Dans les albums suivants, on apprend que la fleur toute jaune du Schtroumpf coquet signifie le retour du printemps. Dans certains, la fleur a plus de pétales (sept à huit). Mais, par après, les couleurs varient selon les envies de l'auteur : orange avec un cœur rouge (Le Bébé Schtroumpf), blanc avec un cœur orange (La Menace Schtroumpf), rouge avec un cœur noir (L'Apprenti Schtroumpf). Dans les deux films (Les Schtroumpfs et Les Schtroumpfs 2), il a une fleur jaune à cinq pétales, dont on ne peut pas voir le cœur.

## Apparitions
Il apparaît pour la première fois dans Le Schtroumpfissime. Rôle principal du Centième Schtroumpf, il est empêché par les autres Schtroumpfs d'admirer tranquillement son reflet et s'isole dans la forêt avec un grand miroir. Celui-ci est frappé par la foudre et le reflet du Schtroumpf coquet prend vie : il deviendra ainsi le centième Schtroumpf du village.

## Autres noms
En anglais, Schtroumpf coquet s'appelle Vanity Smurf. En portugais, il se nomme O Trumfo Vaidoso (Schtroumpf vaniteux). En italien, il s'appelle Puffo Vanitoso.